# Шокальский, Виктор Феликс
Виктор Феликс Шокальский (пол. Wiktor Feliks Szokalski; 1811—1890) — выдающийся польский офтальмолог, директор офтальмологического института кн. Любомирских в Варшаве, профессор глазных и ушных болезней в Главной школе, переименованной впоследствии в Императорский Варшавский университет.

## Биография
Род. 15 декабря 1811 г. в Варшаве, ум. 25 декабря 1890 г. там же. По окончании курса в Варшавском лицее он стал изучать медицину в Варшавском университете, но политические события 1830 г. помешали ему кончить там курс. Он вынужден был эмигрировать за границу, поселился в Гиссене и в 1834 г., после защиты диссертации «De facie Hyppocratica», был удостоен степени доктора медицины. Затем он продолжал своё образование в Гейдельбергском и Вюрцбургском университетах и наконец поселился в Париже, где сделался ассистентом клиники Sichel’я.
В 1839 г. после нового экзамена и представления диссертации «Sur la diplopie unioculaire ou double vision d’un oeil» (Paris. 1839) он получил степень доктора медицины и от парижского медицинского факультета и с этого времени всецело посвятил себя окулистике. Вскоре он обратил на себя внимание многочисленными работами по вопросам офтальмологии, причём многие из его трудов не потеряли своего научного интереса и до настоящего времени. Такова, например, его работа, озаглавленная «Essai sur les sensations des couleurs dans l'état physiologique et pathologique de l’oeil» и напечатанная в «Annales d’Oculistique» (Paris. 1839, т. II, стр. 11, 37, 76 и 165). В другой своей работе «Note sur la spécificité des ophtalmies», напечатанной там же (1844, т. XI, стр. 241), Шокальский также значительно опередил своих современников, доказав, что при классификации глазных болезней следует исходить из анатомии глаза, локализировать их сначала в конъюнктиве, роговой, радужной и сетчатой оболочках, и только тогда будут иметm законное основание и этиологические соображения. В прочих своих работах Шокальский сделал также немало важных открытий по своей специальности. Так, он первый доказал, что глаз вращается вокруг центра вращения, несколько удаленного от анатомического центра глаза.
Во время своего пребывания в Париже Шокальский был врачом благотворительного общества 7-го округа, школы Батиньоль и пансиона для девиц, основанного княгиней Чарторыжской. В 1849 г. ему была предложена кафедра офтальмологии в Краковском университете, но австрийское правительство не утвердило этого назначения. Затем он служил врачом в госпитале департамента Côte d’Or, врачом при железной дороге в Haute-Bourgonne и, наконец, в 1853 г. при первой представившееся ему возможности вернулся в Варшаву. Сдав в третий раз экзамен на степень доктора медицины, он в 1854 г. сделался консультантом офтальмологического института князей Любомирских, в 1857 г. избран за свои научные заслуги пожизненным секретарем Варшавского медицинского общества, а в следующем году назначен директором офтальмологического института.
В 1859 г. он был назначен профессором физиологии в Варшавскую Медико-Хирургическую академию, а в 1861 г. профессором глазных и ушных болезней в Главную школу, преобразованную в 1869 году в Императорский Варшавский университет. В последней должности он состоял до 1871 г., когда вследствие предписания заменить в преподавании польский язык русским должен был выйти в отставку. Шокальский напечатал большое число работ. В 1879 г. Шокальский праздновал 25-летний юбилей своей службы в офтальмологическом институте, причём ему была поднесена литографированная группа, изображающая его портрет, окруженный портретами всех современных польских окулистов России, Австрии, Германии и Франции. В 1884 г. был торжественно отпразднован 50-летний юбилей его врачебной деятельности. Целый ряд учреждений принял участие в этом торжестве, Гиссенский же университет прислал ему вторичный почетный докторский диплом. К юбилею доктором Талько, при содействии других польских окулистов, была издана книга, заключающая в себе полную биографию Шокальского (с его портретом), очерк его деятельности, а также собрание материалов для истории офтальмологии в Польше с древнейших времен до настоящего времени. Книга эта была издана под следующим заглавием: «Dr. Józef Talko. Prof. Dr. Szokalski i jego działalność, tudzież zebranie materjałów do historyi oftalmologii w Polsce od najdawniejszych czasów aż do dni naszych» (Warszawa. 1884). Шокальский состоял членом 33 учёных академии и обществ России, Франции, Австрии и Германии.